# Damernas 3 000 meter i hastighetsåkning på skridskor vid olympiska vinterspelen 1968
Damernas 3 000 meter i skridskor vid de olympiska vinterspelen 1968 avgjordes den 12 februari 1968 på Anneau de Vitesse. Loppet vanns av Ans Schut från Nederländerna.
26 deltagare från 12 nationer deltog i tävlingen.

## Rekord
Gällande världsrekord och olympiska rekord före Vinter-OS 1968:
| Världsrekord     | Stien Kaiser (NED)      | 4:54,6 | Davos, Schweiz                 | 3 februari 1968  |
| Olympiskt rekord | Lidija Skoblikova (URS) | 5:14,3 | Squaw Valley, Kalifornien, USA | 23 februari 1960 |

Följande nya världsrekord och olympiska rekord blev satta under tävlingen.
| Datum       | Idrottare      | Nation        | Tid    | OR | VR |
| ----------- | -------------- | ------------- | ------ | -- | -- |
| 12 februari | Wil Burgmeijer | Nederländerna | 5:05,1 | OR |    |
| 12 februari | Ans Schut      | Nederländerna | 4:56,2 | OR |    |

## Medaljörer
| Gren        | Guld                    | Guld        | Silver                 | Silver | Brons                      | Brons  |
| 3 000 meter | Ans Schut Nederländerna | 4:56,2 (OR) | Kaija Mustonen Finland | 5:01,2 | Stien Kaiser Nederländerna | 5:01,3 |

## Resultat
| Placering | Idrottare                | Nation         | Tid    | Noteringar |
| --------- | ------------------------ | -------------- | ------ | ---------- |
| 1         | Ans Schut                | Nederländerna  | 4:56,2 | (OR)       |
| 2         | Kaija Mustonen           | Finland        | 5:01,0 |            |
| 3         | Stien Kaiser             | Nederländerna  | 5:01,3 |            |
| 4         | Kaija-Liisa Keskivitikka | Finland        | 5:03,9 |            |
| 5         | Wil Burgmeijer           | Nederländerna  | 5:05,1 |            |
| 6         | Lidija Skoblikova        | Sovjetunionen  | 5:08,0 |            |
| 7         | Christina Lindblom       | Sverige        | 5:09,8 |            |
| 8         | Anna Sablina             | Sovjetunionen  | 5:12,5 |            |
| 9         | Sigrid Sundby            | Norge          | 5:13,3 |            |
| 10        | Jeanne Ashworth          | USA            | 5:14,0 |            |
| 11        | Jeanne Omelenchuk        | USA            | 5:14,9 |            |
| 12        | Lāsma Kauniste           | Sovjetunionen  | 5:16,0 |            |
| 13        | Christina Karlsson       | Sverige        | 5:17,2 |            |
| 14        | Toy Dorgan               | USA            | 5:17,6 |            |
| 15        | Martine Ivangine         | Frankrike      | 5:19,3 |            |
| 16        | Lisbeth Berg             | Norge          | 5:19,6 |            |
| 17        | Kari Kåring              | Norge          | 5:20,6 |            |
| 18        | Doreen McCannell         | Kanada         | 5:21,5 |            |
| 19        | Paula Dufter             | Västtyskland   | 5:27,0 |            |
| 20        | Jitsuko Saito            | Japan          | 5:27,8 |            |
| 21        | Kaname Ide               | Japan          | 5:27,9 |            |
| 22        | Kim Gwi-jin              | Sydkorea       | 5:29,5 |            |
| 22        | Marcia Parsons           | Kanada         | 5:29,5 |            |
| 24        | Arja Kantola             | Finland        | 5:30,7 |            |
| 25        | Marie-Louise Perrenoud   | Frankrike      | 5:41,7 |            |
| 26        | Patricia Tipper          | Storbritannien | 5:49,0 |            |